# شرعية الغزو الروسي لأوكرانيا عام 2022
إن الغزو الروسي لأوكرانيا عام 2022 ينتهك القانون الدولي وميثاق الأمم المتحدة، ويشكل جريمة عدوان في القانون الجنائي الدولي. وُصِفَ الغزو بأنه غير مشروع بموجب القوانين الجنائية المحلية لبعض البلدان - بما فيها قوانين أوكرانيا وروسيا - رغم وجود عقبات إجرائية تحول دون الملاحقة القضائية بموجب هذه القوانين. تناقش هذه المادة الأحكام القانونية الدولية والمحلية التي يقال إن روسيا قد انتهكتها، وكذلك المبررات القانونية الروسية للغزو وردود الخبراء القانونيين على تلك المبررات. تُعتبر شرعية الغزو الروسي في حد ذاتها موضوعًا متميزًا عما إذا كان المسؤولون السياسيون أو المحاربون الأفراد قد اشتركوا في جرائم حرب أو جرائم ضد الإنسانية.

## الخلفية

### الحرب في دونباس
في مارس 2014، ضمت روسيا شبه جزيرة القرم من أوكرانيا. في الوقت نفسه، وقعت احتجاجات من جانب الجماعات الانفصالية الموالية لروسيا في مناطق أوبلاست دونيتسك ولوهانسك أوبلاست في أوكرانيا، التي تسمى مجتمعة منطقة دونباس. استغلت روسيا هذه الاحتجاجات لشنّ حملة سياسية وعسكرية منسقة ضد أوكرانيا. وقد أدت هذه الأحداث إلى استمرار الصراع العسكري بين الانفصاليين المدعومين من روسيا والقوات الأوكرانية في منطقة دونباس، حيث تم تنظيم المناطق التي يسيطر عليها الانفصاليون إلى دولتين في طور التكوين: جمهورية لوهانسك الشعبية وجمهورية دونيتسك الشعبية. لم يتم الاعتراف بهذه الحكومات المعلنة ذاتيًا من قِبَل أي حكومات غير روسيا وحليفتها سوريا.

### ما قبل العملية العسكرية
سبق غزو روسيا لأوكرانيا في عام 2022 حشد عسكري ضخم. بدأت روسيا زيادة وجودها العسكري بالقرب من حدودها مع أوكرانيا في مارس وأبريل من عام 2021. على الرغم من أن الحكومة الروسية قد نفت مرارًا وتكرارًا أنها تعتزم غزو أوكرانيا، أطلقت الحكومة الأمريكية معلومات استخباراتية عن خطط الغزو الروسي في ديسمبر عام 2021، بما في ذلك صور الأقمار الصناعية التي تُظهر القوات والمعدات الروسية بالقرب من الحدود الأوكرانية. ومع تكشّف هذه الأحداث، اتهم المسؤولون الروس أوكرانيا بالتحريض على التوترات والرهاب الروسي وقمع المتحدثين الروس، في حين قدموا أيضًا مطالب أمنية متعددة للكل من أوكرانيا ومنظمة حلف شمال الأطلسي وحلفاء الاتحاد الأوروبي من غير أعضاء منظمة حلف شمال الأطلسي.
في 21 فبراير عام 2022، ألقى الرئيس الروسي فلاديمير بوتين خطابًا تلفزيونيًا يشكّ في شرعية إقامة دولة أوكرانيا ويشير إلى أنه يعتزم الاعتراف فورًا باستقلال دونيتسك ولوهانسك.

### بداية الغزو ومبرراته
في 24 فبراير، ألقى بوتين خطابًا آخرًا أعلن فيه عن «عملية عسكرية خاصة» في أوكرانيا. ادّعى بوتين أن التدخل العسكري الروسي في أوكرانيا ضروري «لحماية الأشخاص الذين تعرضوا لسوء المعاملة والإبادة الجماعية» من جانب الحكومة الأوكرانية و «لحماية روسيا وشعبنا». قال بوتين أيضًا إن جمهوريتي دونيتسك ولوهانسك الشعبيتين - اللتين اعترفت بهما الحكومة الروسية رسميًا قبل يومين فقط من خطاب بوتين - قد طلبتا المساعدة في حربهما ضد الحكومة الأوكرانية. شملت الأهداف المعلنة «للعملية العسكرية الخاصة» لروسيا «تجريد أوكرانيا عسكريًا من السلاح». شجب العلماء مزاعم بوتين هذه بشأن الإبادة الجماعية ومقارنة أوكرانيا بدولة نازية باعتبارها لا أساس لها من الصحة.
بعد وقت قصير من خطاب بوتين، أبلغت الحكومة الأوكرانية عن هجمات جوية وهجمات بالمدفعية في مدن كييف وخاركيف ودنيبرو، وكذلك الأمر على الحدود مع روسيا. أعلن الرئيس الأوكراني فولوديمير زيلينسكي القوانين العرفية ودعا إلى تعبئة عامة. وما يزال الصراع مستمرًا حتى الآن.

## ميثاق الأمم المتحدة
كانت روسيا عضوًا في الأمم المتحدة منذ ديسمبر عام 1991، حين تولت مقرًا لاتحاد الجمهوريات الاشتراكية السوفييتية الذي حُلّ مؤخرًا. يحدد ميثاق الأمم المتحدة لعام 1945 الشروط التي قد تلجأ بموجبها الدول الأعضاء في الأمم المتحدة قانونًا إلى الحرب أو استخدام القوة المسلحة بشكل عام (وهو المفهوم الذي يشار إليه باسم يوس آد بيليوم – قانون الحق في الحرب).

### مشروعية استخدام روسيا للقوة ضد أوكرانيا
تنص المادة 2 (4) من ميثاق الأمم المتحدة على أن جميع أعضاء الأمم المتحدة «يمتنعون في علاقاتهم الدولية عن التهديد باستخدام القوة أو استخدامها ضد السلامة الإقليمية أو الاستقلال السياسي لأي دولة أو بأي طريقة أخرى لا تتفق مع مقاصد الأمم المتحدة». وعلى نفس المنوال، تطلب المادة 2 (3) من الميثاق من جميع الدول الأعضاء «تسوية نزاعاتها الدولية بالوسائل السلمية على نحو لا يتعرض فيه السلم والأمن الدوليان والعدالة للخطر».
اختار العديد من الخبراء في القانون الدولي والشؤون الخارجية أن الغزو الروسي لأوكرانيا انتهك هذه المبادئ، وعلى وجه التحديد حظر المادة 2 (4) على «استخدام القوة» ضد دول أخرى. وكما هو مُفصّل أدناه، فقد رفضوا بشكل عام أيضًا المبررات القانونية الرسمية للحكومة الروسية لغزو أوكرانيا.

#### تبرير الدفاع عن النفس
جادلت روسيا بأن استخدامها للقوة ضد أوكرانيا قانوني بموجب المادة 51 من ميثاق الأمم المتحدة، التي تحافظ على حقوق الدول الأعضاء في الأمم المتحدة في الدفاع عن نفسها ضد «هجوم مسلح» والمشاركة في «الدفاع الجماعي عن النفس». وعلى وجه التحديد، زعمت روسيا أنها قد تستخدم القوة ضد أوكرانيا من أجل الدفاع عن جمهوريتي دونيتسك ولوهانسك الشعبيتين، التي تعترف بها روسيا كدول مستقلة. وقد انتقد خبراء القانون الدولي والسياسة الخارجية مثل جون بي بيلينجر الثالث وغابرييلا بلوم وناز موديرزادي وأنتوني دوركين هذه الحجة.
أوضح بيلينجر ودوركين أن روسيا لا تستطيع الاعتماد على مبررات الدفاع عن النفس لأن أوكرانيا لم تهدد أو تهاجم أي دولة أخرى. ولم يكن بوسع روسيا أن تحتج بحكم الدفاع الجماعي عن النفس بموجب المادة 51 لأن هذه المناطق غير معترف بها كدول منفصلة بموجب القانون الدولي. وقد قدّم ألين فاينر من كلية ستانفورد للحقوق حجة مماثلة إذ شبّه حجج الدفاع عن النفس الجماعية في روسيا بموقف افتراضي حيث دعا كيان يطلق على نفسه «جمهورية تكساس» المستقلة حكومة أجنبية لإرسال قوات للقتال ضد الولايات المتحدة.

#### تبرير الإبادة الجماعية/التدخل الإنساني
على نحو مماثل، لم يكن الخبراء مثقلين بحجة روسيا القائلة بأن غزوها مبرر لأسباب إنسانية لحماية الناطقين بالروسية في شرق أوكرانيا، وعلى وجه التحديد منطقة دونباس. ولقد تساءل بعض المعلقين عما إذا كان القانون الدولي (بما في ذلك ميثاق الأمم المتحدة واتفاقية الإبادة الجماعية) يسمح حتى للدول باستخدام القوة ضد دولة أخرى لعلاج الإبادة الجماعية أو انتهاكات حقوق الإنسان، وذلك لأن شرعية التدخل الإنساني موضع نزاع شديد. على أي حال، وصف الكثيرون المبررات الإنسانية لروسيا للغزو بأنها ذريعة وغير مدعومة بالحقائق، قائلين إنه لا يوجد دليل على أن أوكرانيا ترتكب أي أعمال ضد الروس في دونيتسك ولوهانسك من شأنها أن ترقى إلى مستوى الشروع بالإبادة الجماعية.